# Lina Österman
Lina Olivia Annie Österman, född 1981, är en svensk poet och litteraturkritiker. Hon bor i Uppsala. Hon debuterade på Modernista förlag 2014 med diktsamlingen Flodsökare. 2022 publicerades hennes andra diktsamling, Förnimmelser.